# Chó Karakachan
Chó Karakachan là một giống chó cố nguồn gốc ở Bulgaria như một con chó bảo vệ vật nuôi trên núi. Nó còn được gọi là Ovcharsko kuche và Thracian Mollos. Giống chó này được đặt tên theo Karakachan, những người chăn cừu du mục Balkan. Due to their conservative stock-breeding traditions,do truyền thống chăn nuôi bảo tồn của họ, họ đã bảo tồn một số giống chó lâu đời nhất của động vật trong nước ở châu Âu: cừu Karakachan, ngựa Karakachan và chó Karakachan.
Trong quá khứ, giống chó núi này đã được sử dụng rộng rãi ở Bulgaria như chó giám sát quân đội biên giới. Ngày nay nó được sử dụng chủ yếu như một con chó chăn nuôi gia súc và chó canh gác. Các quần thể chó săn Karakachan chăn nuôi thuần chủng được tìm thấy ở Bulgaria và Hoa Kỳ. Chó Karakachan đã được chính thức phê duyệt như là một giống chó bản địa cũ Bulgarian vào năm 2005. Chó Karakachan có thể là hậu duệ của những con chó trong nước cổ Balkan, có thể kể từ thời của người Thracia. Chó Karakachan là một phần của nguồn gốc của Chó chăn cừu Bulgaria (không nên được nhầm lẫn). Chó chăn cừu Bulgaria là kết quả của việc kết hợp chó Karakachan với một số giống chó lớn châu Âu - Chó chăn cừu Kavkaz, Alabai, St. Bernard, chó Newfoundland, Chó Mạc Tư Khoa (Moskovskaya storozhevaja). 

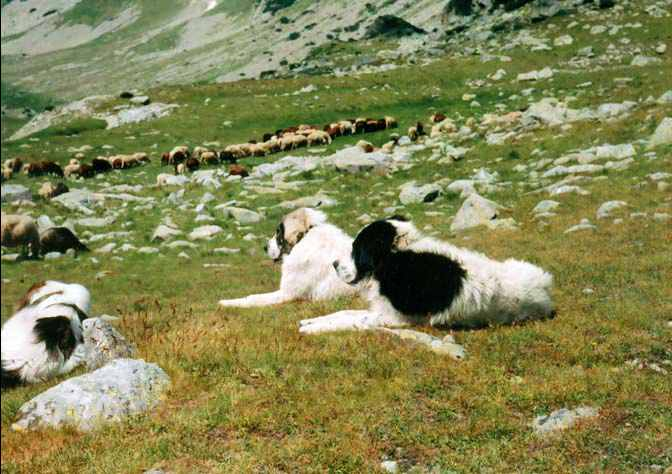
Chó Karakachan đang bảo vệ đàn chiên

## Lịch sử
Chó Karakachan dog là giống thuộc loại molosser, được tạo ra để bảo vệ đàn chiên và tài sản của chủ nó; nó không ngần ngại chiến đấu với sói hoặc gấu để bảo vệ chủ và gia đình của mình trong trường hợp nguy hiểm. Tổ tiên của nó bắt đầu hình thành sớm nhất là thiên niên kỷ thứ ba trước Công nguyên. Chó Karakachan à hậu duệ của những con chó của người Thracia, nổi tiếng là những nhà lai tạo giống. Giống chó được đặt tên theo Karakachan. Chó Karakachan xuất hiện trong một số tác phẩm kinh điển của văn học như Yordan Yovkov, Georgi Raitchev and Yordan Radichkov. Vào năm 1938, H. B. Peters đã viết về nó trong tạp chí cynologycal của Đức. Zeitschrift für Hundeforschung  Lòng dũng cảm và phẩm giá của con chó Karakachan, cùng với lòng trung thành đáng kinh ngạc của nó, làm cho con chó này là một người bạn đồng hành vô giá.

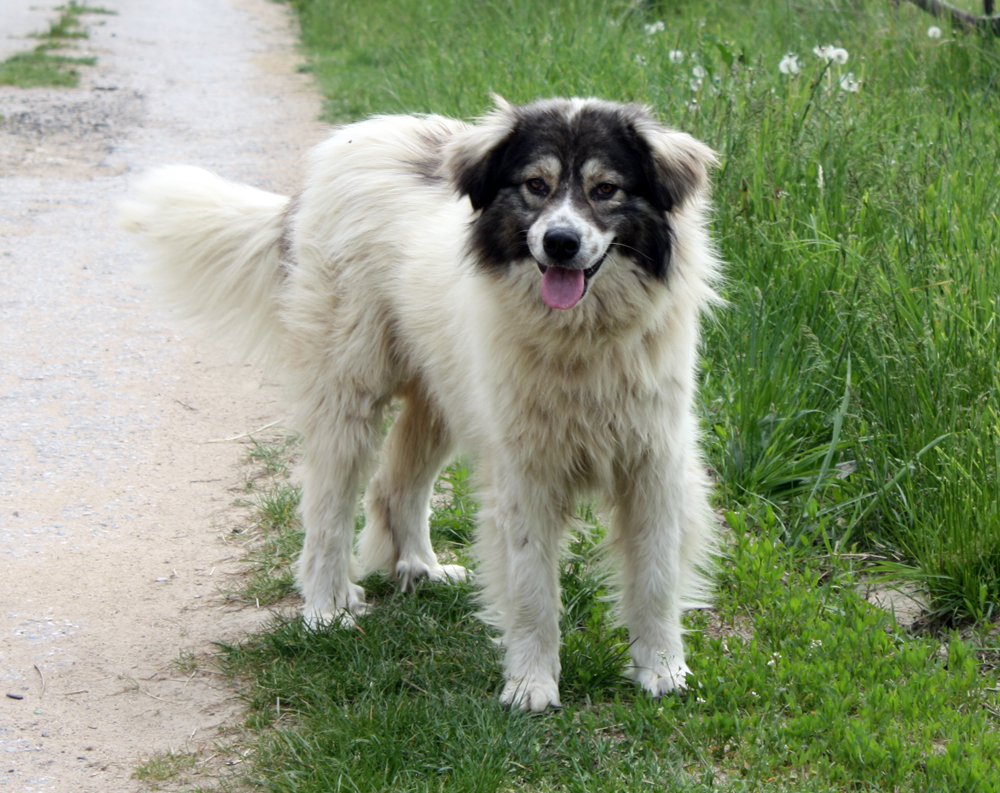
Chó chăn cừu bản địa từ vùng Sredna gora